# رمانس (فیلم ۲۰۱۳)
«رمانتیک» (انگلیسی: Romance (2013 film)) یک فیلم است که در سال ۲۰۱۳ منتشر شد.